# Gradien địa nhiệt

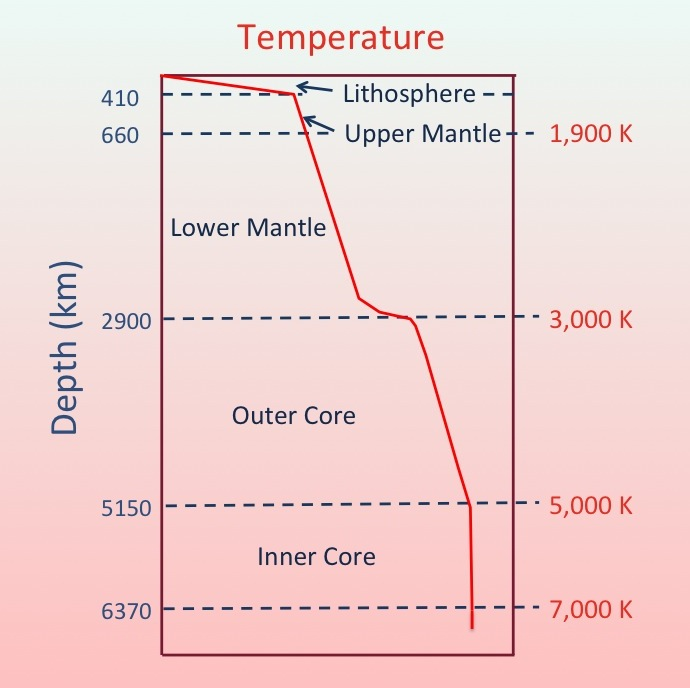
Sơ đồ phân bố nhiệt độ theo chiều sâu trong lòng Trái Đất

Gradien địa nhiệt (Geothermal gradient) là mức thay đổi (thường theo chiều hướng tăng) của nhiệt độ trong lòng Trái Đất theo độ sâu. Nó là độ lớn của gradien nhiệt độ trong lòng Trái Đất.
Giá trị trung bình của nó là 33 m/°K hay 3°K cho 100 m. Tại vùng vỏ Trái Đất yên tĩnh như Nam Phi thì nhiệt tăng chậm, có thể đến 90 – 125 m/°K. Tại vùng hoạt động thì gradient địa nhiệt lớn, đến 11 m/°K như ở vùng Swabian Alps (Swabian Jura) thuộc bang Baden-Württemberg nước Đức. Theo Fridleifsson (2008) thì gradient địa nhiệt vào cỡ 25 °C cho mỗi km sâu (1 °F cho mỗi 70 feet sâu, hay 40 m/°K).
Trái Đất cũng như các hành tinh khác hình thành từ tích tụ vật chất trong vũ trụ, ban đầu có nhiệt độ cao, là nhiệt nguyên thủy. Quá trình nguội dần dẫn đến hình thành lớp vỏ cứng, ngăn sự phát tán tiếp lượng nhiệt từ trong lòng. Mặt khác các nguyên tố phóng xạ phân rã, cung cấp thêm nhiệt năng. Nó dẫn đến mô hình nhiệt tăng dần theo độ sâu, và là mô hình chung của các hành tinh.
Tại tâm của hành tinh, nhiệt độ có thể lên đến 7000 °K còn áp suất có thể đạt tới 360 GPa (3,6 triệu atm). Vì sự phân rã phóng xạ cung cấp phần lớn nhiệt, các nhà khoa học tin rằng trong lịch sử sớm của Trái Đất, trước khi các đồng vị có chu kỳ bán rã ngắn cạn kiệt, sự sinh nhiệt của Trái Đất còn cao hơn nhiều. Mức sinh nhiệt khoảng 3 tỷ năm trước vào cỡ hai lần ngày nay, tạo ra gradient nhiệt độ lớn và đối lưu mạnh, và hệ quả là hoạt động phun trào mạnh hơn hẳn ngày nay.

Mô hình cắt của Trái Đất từ trong nhân ra

## Các nguồn nhiệt
Nhiệt độ trong lòng Trái Đất tăng theo chiều sâu. Tại mọi nơi bên dưới bề mặt của Trái Đất ở độ sâu từ 80 đến 100 km (50-60 dặm) là vật chất độ nhớt cao hoặc đá nóng chảy một phần, có nhiệt độ từ 650 đến 1200 °C (1200 đến 2200 °F). Nhiệt độ ở ranh giới lõi trong (inner core) và lõi ngoài (outer core) của Trái Đất, độ sâu sâu khoảng 3.500 km, được ước tính là 5650 ± 600 độ Kelvin. Tổng nhiệt của Trái Đất vào cỡ 1031 joule.
Các nguồn nhiệt của Trái Đất có:

Nhiệt từ phân rã phóng xạ của U^{238} và Th^{232} là đóng góp chính cho Earth's internal heat budget.

- Nhiệt nguyên thủy chiếm phần lớn nội nhiệt Trái Đất.
- Nhiệt từ phân rã của các nguyên tố phóng xạ. Các đồng vị chính hiện còn thì có Kali K40, Urani U238, U235 và Thori Th232. Sanders R. (2003) cho rằng phân rã phóng xạ cấp khoảng 80% của nội nhiệt Trái Đất.[5] Các ước tính khác thì cho rằng nó chiếm 45 đến 90%.[6]
- Nhiệt do các thiên thể va chạm với Trái Đất, trong đó có phần nhiệt các thiên thể này mang theo.
- Nhiệt tỏa ra do chuyển pha vật chất: kết tinh các thể lỏng, ngưng tụ thể hơi.
- Nhiệt sinh ra do ma sát của nước với đất đá trong dịch chuyển khối nước do thủy triều.
- Do tương tác từ trường Trái Đất với trường ngoài.

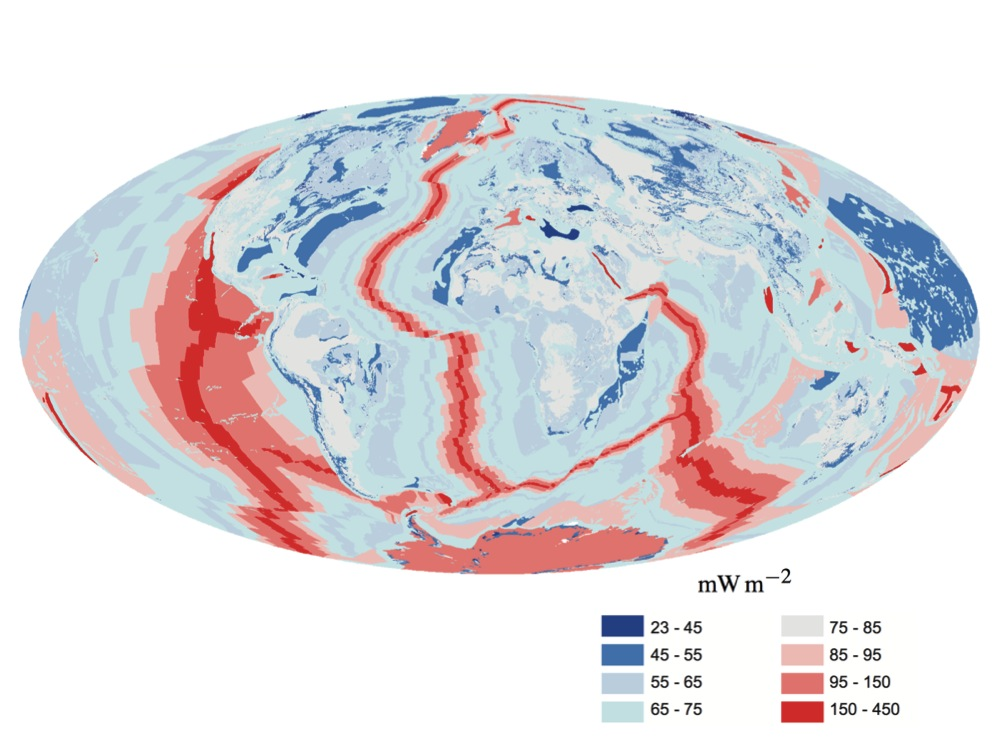
Bản đồ dòng nhiệt toàn cầu, tính ra mW/m²

| Đồng vị | Lượng nhiệt [W/kg đồng vị] | Kỳ bán rã [năm] | Mật độ trung bình ở manti [kg đồng vị/kg manti] | Lượng nhiệt [W/kg manti] |
| ------- | -------------------------- | --------------- | ----------------------------------------------- | ------------------------ |
| 238U    | 9.46 × 10−5                | 4.47 × 109      | 30.8 × 10−9                                     | 2.91 × 10−12             |
| 235U    | 5.69 × 10−4                | 7.04 × 108      | 0.22 × 10−9                                     | 1.25 × 10−13             |
| 232Th   | 2.64 × 10−5                | 1.40 × 1010     | 124 × 10−9                                      | 3.27 × 10−12             |
| 40K     | 2.92 × 10−5                | 1.25 × 109      | 36.9 × 10−9                                     | 1.08 × 10−12             |

## Dòng nhiệt
Nhiệt chảy liên tục từ lòng Trái Đất lên bề mặt. Tổng số thất thoát nhiệt từ Trái Đất ước tính khoảng 44,2 TW (4,42 × 1013 watt). Dòng nhiệt trung bình trên vỏ lục địa là 65 mW/m², trên vỏ đại dương 101 mW/m² do vỏ ở đại dương mỏng hơn. Trung bình trên toàn Trái Đất là 87 mW/m² (vào cỡ 0,03% năng lượng mặt trời được Trái Đất hấp thụ). Nhiệt của Trái Đất được bổ sung bởi sự phân rã phóng xạ ở mức 30 TW.
Dòng nhiệt tập trung ở những nơi có nhiệt năng được vận chuyển lên lớp vỏ bằng đối lưu như dọc theo sống núi giữa đại dương, và chùm manti. Dòng nhiệt tăng cường ở nơi magma xuyên thủng lớp vỏ, và ở nơi có chất lỏng tạo đối lưu như nước đại dương.
Dòng nhiệt toàn cầu lớn hơn hai lần mức tiêu thụ năng lượng của con người từ tất cả các nguồn chính.